# NGC 5409
NGC 5409 is een balkspiraalstelsel in het sterrenbeeld Ossenhoeder. Het hemelobject werd op 25 april 1883 ontdekt door de Duitse astronoom Ernst Wilhelm Leberecht Tempel.

## Synoniemen
- UGC 8938
- MCG 2-36-9
- ZWG 74.44
- PGC 49952